# Alt for Fædrelandet
Alt for Fædrelandet er en stumfilm instrueret af ubekendt.